# Liste der Bausenatoren von Bremen
Dies ist eine Liste der Bausenatoren der Freien Hansestadt Bremen.

## Senatoren vor 1945, die auch für das Bauwesen zuständig waren
- Johann Diedrich Allerheiligen (DDP), von 1925 bis 1933 auch zeitweise für das Bauwesen
- Carl Thalenhorst (DDP), von 1920 bis 1931 für die Bauverwaltung
- Emil Sommer (SPD), von 1928 bis 1933 für das Bauwesen
- Hans Haltermann (NSDAP), von 1933 bis 1939 auch für Technik (also Bauwesen)
- Hans-Joachim Fischer (NSDAP), von 1939 bis 1944 kommissarisch auch für Technik

## Bausenatoren seit 1945
| Name                                                                         | Amtsantritt                                                                     | Senat                                         | Partei                   |
| Senator für das Bauwesen                                                     | Senator für das Bauwesen                                                        | Senator für das Bauwesen                      | Senator für das Bauwesen |
| ---------------------------------------------------------------------------- | ------------------------------------------------------------------------------- | --------------------------------------------- | ------------------------ |
| Emil Theil                                                                   | 6. Juni 1945 1. August 1945 28. November 1946 22. Januar 1948 29. November 1951 | Vagts Kaisen I Kaisen II Kaisen III Kaisen IV | SPD                      |
| Alfred Balcke                                                                | 28. Dezember 1955 21. Dezember 1959                                             | Kaisen V Kaisen VI                            | SPD                      |
| Wilhelm Blase                                                                | 26. November 1963 20. Juli 1965 28. November 1967                               | Kaisen VII Dehnkamp Koschnick I               | SPD                      |
| Franz Löbert (kommissarisch)                                                 | 31. Juli 1969                                                                   | Koschnick I                                   | SPD                      |
| Hans Stefan Seifriz                                                          | 3. Dezember 1969 15. Dezember 1971 3. November 1975                             | Koschnick I Koschnick II Koschnick III        | SPD                      |
| Hans Koschnick (kommissarisch)                                               | 25. Juni 1979                                                                   | Koschnick III                                 | SPD                      |
| Bernd Meyer                                                                  | 7. November 1979 10. November 1983 18. September 1985                           | Koschnick IV Koschnick V Wedemeier I          | SPD                      |
| Senator für Umweltschutz und Stadtentwicklung                                |                                                                                 |                                               |                          |
| Eva-Maria Lemke-Schulte                                                      | 15. Oktober 1987                                                                | Wedemeier II                                  | SPD                      |
| Senator für das Bauwesen                                                     |                                                                                 |                                               |                          |
| Konrad Kunick                                                                | 8. Februar 1989                                                                 | Wedemeier II                                  | SPD                      |
| Eva-Maria Lemke-Schulte                                                      | 11. Dezember 1991                                                               | Wedemeier III                                 | SPD                      |
| Senator für Bau, Verkehr und Stadtentwicklung                                |                                                                                 |                                               |                          |
| Bernt Schulte                                                                | 4. Juli 1995                                                                    | Scherf I                                      | CDU                      |
| Senator für Bau und Umwelt                                                   |                                                                                 |                                               |                          |
| Christine Wischer                                                            | 7. Juli 1999                                                                    | Scherf II                                     | SPD                      |
| Senator für Bau, Umwelt und Verkehr                                          |                                                                                 |                                               |                          |
| Jens Eckhoff                                                                 | 4. Juli 2003                                                                    | Scherf III                                    | CDU                      |
| Ronald-Mike Neumeyer                                                         | 8. November 2005                                                                | Böhrnsen I                                    | CDU                      |
| Senator für Umwelt, Bau, Verkehr und Europa                                  |                                                                                 |                                               |                          |
| Reinhard Loske                                                               | 29. Juni 2007                                                                   | Böhrnsen II                                   | Grüne                    |
| Senator für Umwelt, Bau und Verkehr                                          |                                                                                 |                                               |                          |
| Joachim Lohse                                                                | 30. Juni 2011 15. Juli 2015                                                     | Böhrnsen III Sieling                          | Grüne                    |
| Senator für Klimaschutz, Umwelt, Mobilität, Stadtentwicklung und Wohnungsbau |                                                                                 |                                               |                          |
| Maike Schaefer                                                               | 15. August 2019                                                                 | Bovenschulte I                                | Grüne                    |
| Senator für Bau, Mobilität und Stadtentwicklung                              |                                                                                 |                                               |                          |
| Özlem Ünsal                                                                  | 5. Juli 2023                                                                    | Bovenschulte II                               | SPD                      |